# Stralsund
Stralsund (wym. [ˈʃtʁaːlzʊnt]), Hansestadt Stralsund – nadbałtyckie miasto powiatowe i hanzeatyckie w niemieckim kraju związkowym Meklemburgia-Pomorze Przednie, siedziba powiatu Vorpommern-Rügen. Leży nad cieśniną Strelasund i ma połączenie kolejowe i drogowe z największą wyspą Niemiec – Rugią. Z tego też powodu Stralsund nazywany jest bramą Rugii. Stralsund uzyskał prawa miejskie w 1234. W 2002 Stare Miasto Stralsundu zostało wpisane na listę światowego dziedzictwa UNESCO (wspólnie ze starówką Wismaru).
Jest największym miastem Pomorza Przedniego i należy do najważniejszych miast kraju związkowego, w którym wraz z Greifswaldem (z którym tworzy duocentryczny ośrodek) pełni funkcję jednego z głównych ośrodków gospodarczych (niem. Oberzentrum). W mieście znajdują się siedziby niektórych nadrzędnych władz: sądu administracyjnego, sądu federalnego, urzędu finansowego, urzędu zaopatrzenia i adwokatura państwowa.

## Geografia

### Położenie geograficzne
Stralsund leży w północno-wschodniej części Pomorza Przedniego w kraju związkowym Meklemburgia-Pomorze Przednie w północnych Niemczech.

### Klimat
Średnie roczne opady wynoszą 656 mm i są tym samym stosunkowo niskie w skali krajowej. Jedynie w 31% stacji pomiarowych Niemieckiej Służby Meteorologicznej rejestruje się niższe wartości. Najsuchszym miesiącem jest luty, największe opady występują w lipcu: w tym miesiącu obserwuje się 2,1 razy więcej opadów niż w lutym. Opady zmieniają się umiarkowanie. Niższe roczne wahania rejestrowane są w 40% niemieckich stacji pomiarowych.

### Krajobraz
Miasto leży nad bałtycką cieśniną Strelasund. Mosty pomiędzy Stralsundem a miejscowością Altefähr stanowią jedyne połączenie Rugii ze stałym lądem. Stralsund leży w pobliżu trzeciego co do wielkości parku narodowego w Niemczech, obejmującego fragment Bałtyku wraz z częścią półwyspu Darß i Zingst, wysp Hiddensee oraz Rugii.
W granicach miasta znajduje się także las miejski. Otaczające dziś Stare Miasto trzy stawy (Knieperteich, Frankenteich oraz Moorteich) oraz cieśnina Strelasund zapewniały pierwotnej osadzie oraz historycznemu centrum miasta bezpieczne wyspiarskie położenie. Najwyższym wzniesieniem jest góra Galgenberg w zachodniej części miasta.

### Podział administracyjny
Powierzchnia miasta wynosi 38,97 km², co przy liczbie mieszkańców wynoszącej 59 139 (dane z roku 2016) pozwala zaliczyć Stralsund do najgęściej zaludnionych miast Meklemburgii-Pomorza Przedniego (1518 os./km²).
Miasto hanzeatyckie Stralsundu dzieli się na następujące obszary miasta, tudzież dzielnice:
| Nr | Obszar miasta     | Liczba mieszkańców | Nr  | Dzielnica           | Mieszkańcy (dane z 2016) |
| -- | ----------------- | ------------------ | --- | ------------------- | ------------------------ |
| 01 | Altstadt          | 6061               | 011 | Altstadt            | 5754                     |
| 01 | Altstadt          | 6061               | 012 | Hafeninsel          | 25                       |
| 01 | Altstadt          | 6061               | 013 | Bastionengürtel     | 282                      |
| 02 | Knieper           | 25223              | 021 | Kniepervorstadt     | 6176                     |
| 02 | Knieper           | 25223              | 022 | Knieper Nord        | 6618                     |
| 02 | Knieper           | 25223              | 023 | Knieper West        | 12429                    |
| 03 | Tribseer          | 10163              | 031 | Tribseer Vorstadt   | 5302                     |
| 03 | Tribseer          | 10163              | 032 | Tribseer Siedlung   | 3481                     |
| 03 | Tribseer          | 10163              | 033 | Tribseer Wiesen     | 1251                     |
| 03 | Tribseer          | 10163              | 034 | Schrammsche Mühle   | 129                      |
| 04 | Franken           | 6629               | 041 | Frankenvorstadt     | 5253                     |
| 04 | Franken           | 6629               | 042 | Dänholm             | 202                      |
| 04 | Franken           | 6629               | 043 | Franken Mitte       | 389                      |
| 04 | Franken           | 6629               | 044 | Frankensiedlung     | 785                      |
| 05 | Stadtgebiet Süd   | 4007               | 051 | Andershof           | 3366                     |
| 05 | Stadtgebiet Süd   | 4007               | 052 | Devin               | 567                      |
| 05 | Stadtgebiet Süd   | 4007               | 053 | Voigdehagen         | 74                       |
| 06 | Lüssower Berg     | 225                |     |                     |                          |
| 07 | Langendorfer Berg | 312                |     |                     |                          |
| 08 | Grünhufe          | 6519               | 081 | Stadtkoppel         | 318                      |
| 08 | Grünhufe          | 6519               | 082 | Vogelsang           | 2553                     |
| 08 | Grünhufe          | 6519               | 083 | Grünthal-Viermorgen | 3579                     |
| 08 | Grünhufe          | 6519               | 084 | Freienlande         | 69                       |

### Sąsiednie gminy
Większymi miastami w pobliżu Stralsundu są Greifswald i Rostock. W bliskiej okolicy znajdują się poza tym miasta Barth oraz Ribnitz-Damgarten.

## Historia

### Nazwa miasta

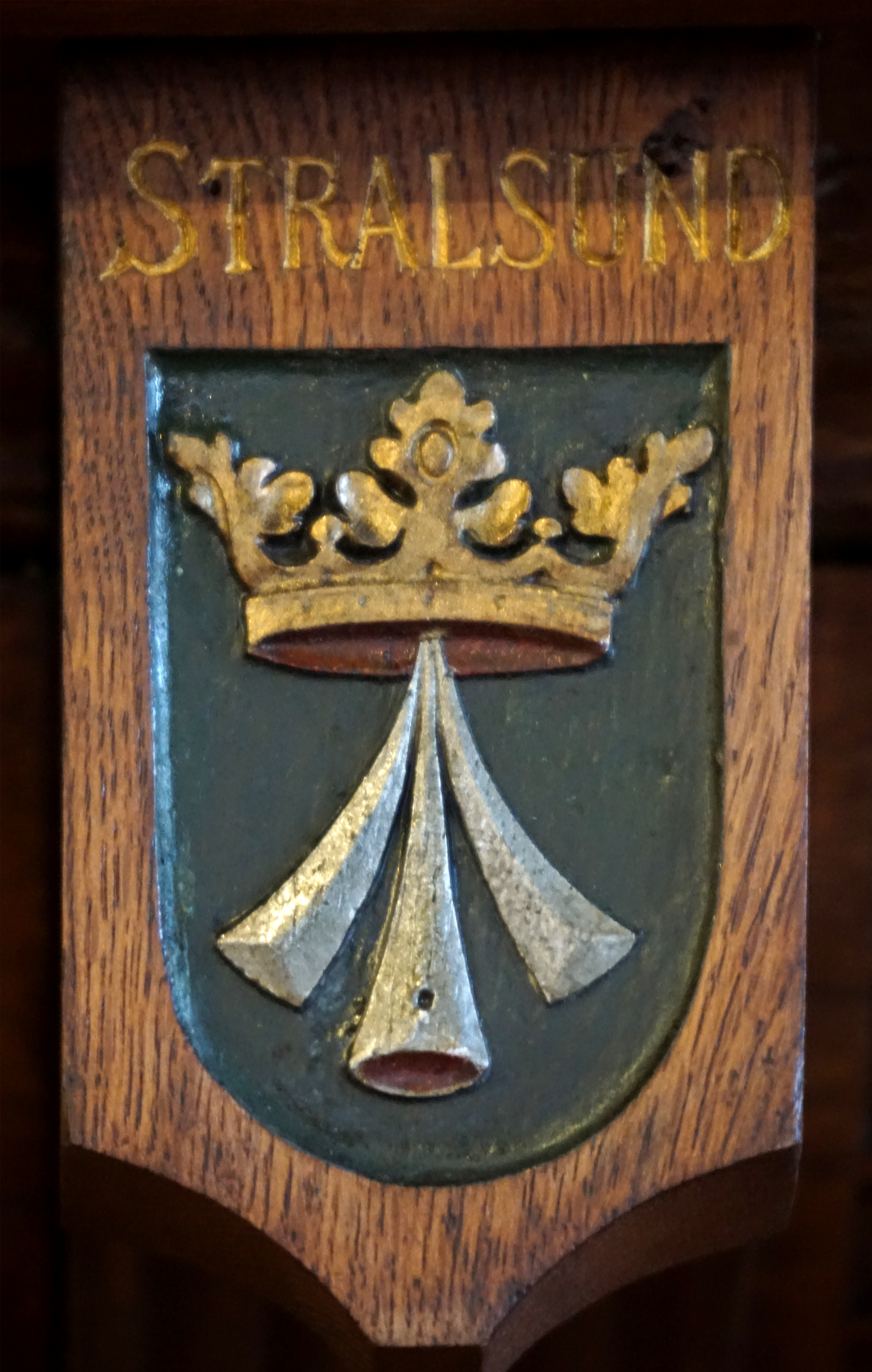
Herb Stralsundu w sali plenarnej staromiejskiego ratusza w Gdańsku

Nazwa miasta, zapisana pierwotnie jako Stralowe (1234), przybierała w ciągu wieków w dokumentach formy Stralesund (1240), in Stralsunde (1248), Stralsundt (1525). Pochodzi od połabskiego słowa strela, oznaczającego strzałę. Od połowy XIX wieku w polskim piśmiennictwie naukowym i popularnym używa się formy Strzałów. W polszczyźnie przełomu XIX i XX wieku były w użyciu również filologicznie zrekonstruowane formy Strela i Sztrela.

### Historia miasta

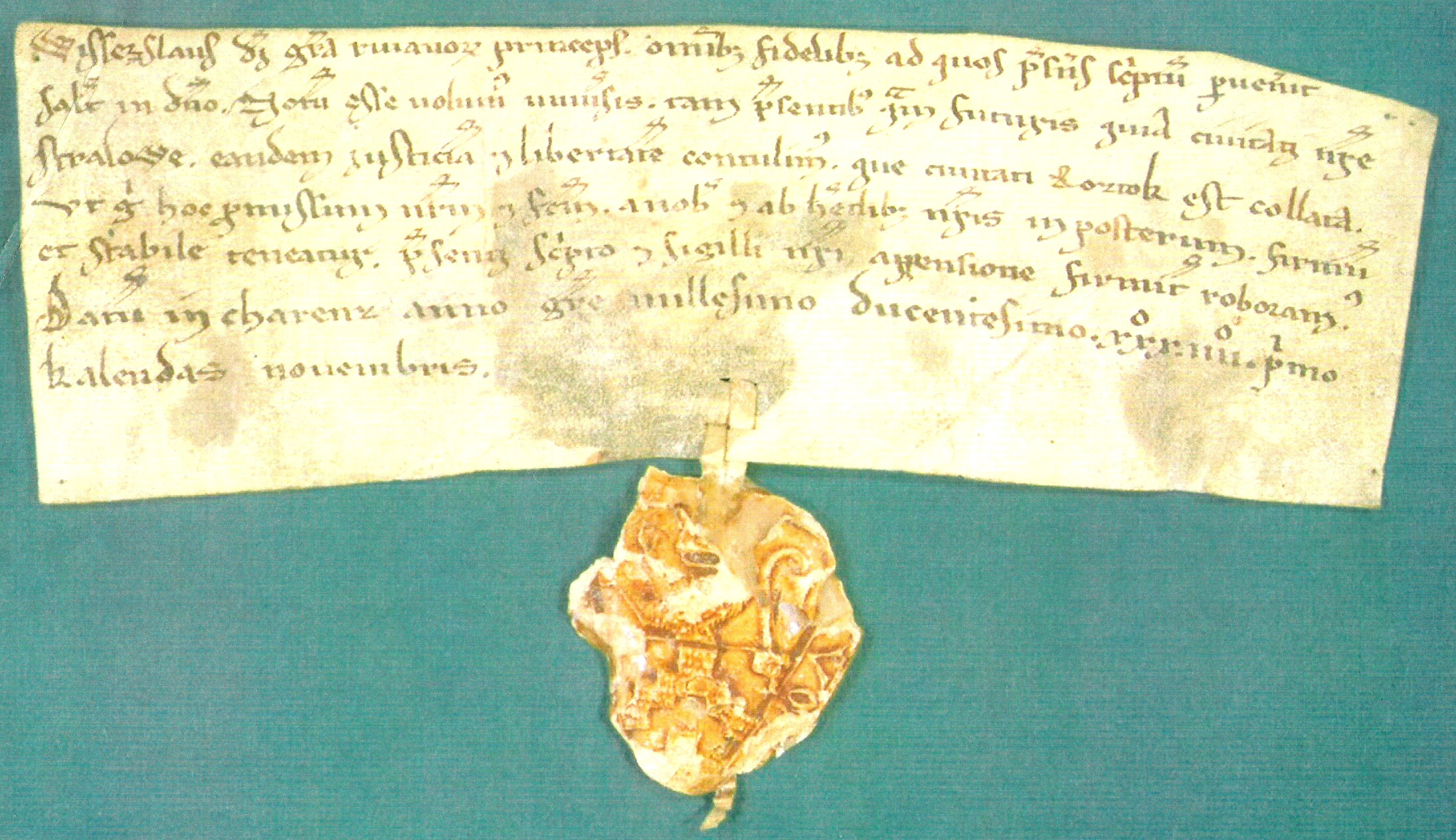
Akt lokacyjny miasta z 1234 roku

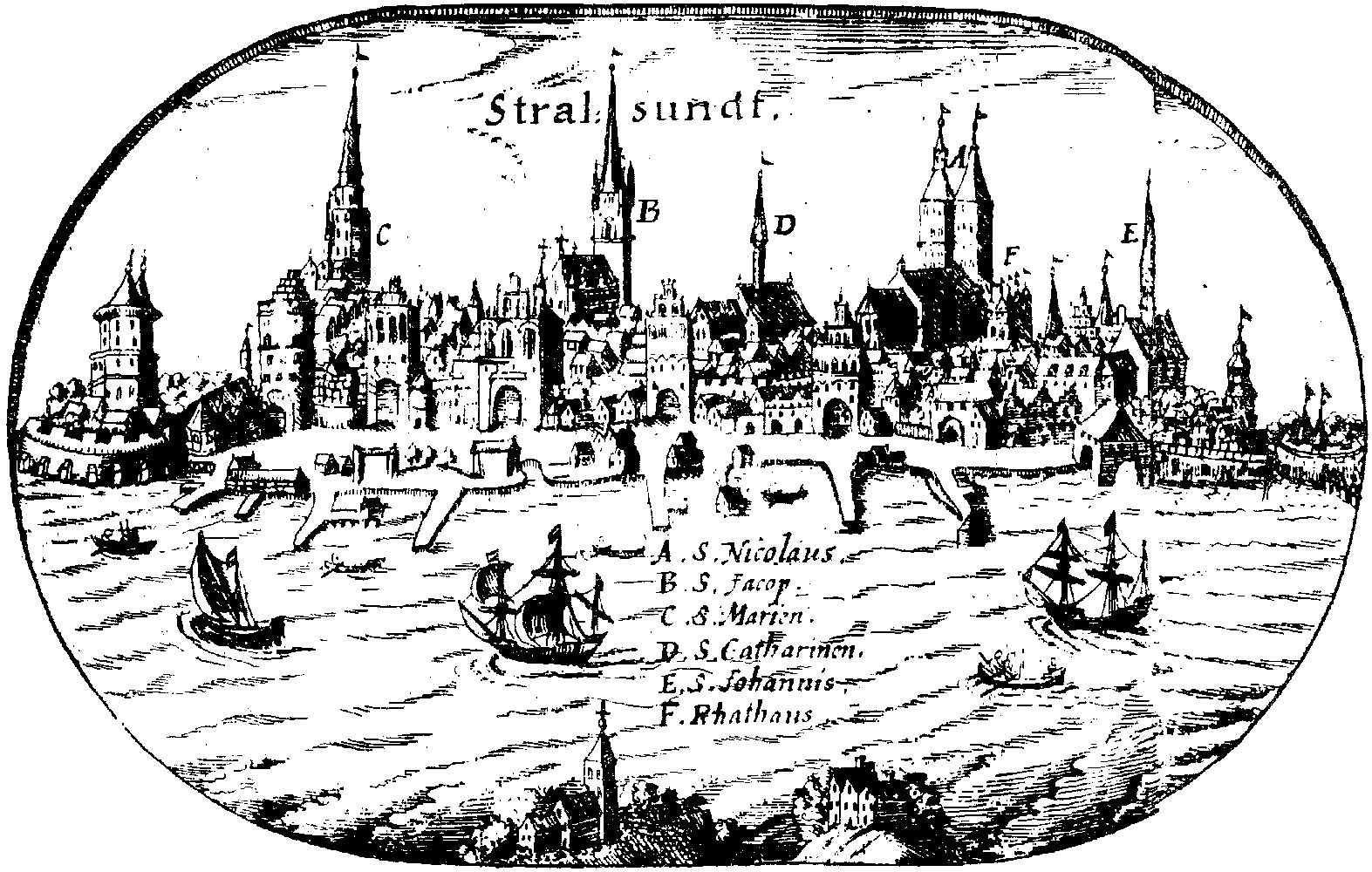
Panorama miasta na Wielkiej Mapie Księstwa Pomorskiego, XVII w.

Stralsund pierwotnie był słowiańską wioska rybacką położoną na wybrzeżu Bałtyku, nad cieśniną Strelasund. Tłumaczy to słowiańskie pochodzenie nazwy miasta: stral oznacza grot strzały bądź włóczni. Zakończenie –sund to w językach germańskich określenie na cieśninę morską i odnosi się w tym przypadku do cieśniny Strelasund. Do wsi (później grodu) dojścia broniły stawy wkoło miasta. W wyniku przemieszczania się ludności niemieckojęzycznej na tereny wschodnie (tzw. Ostsiedlung), tereny dzisiejszego Stralsundu zostały zasiedlone przez plemiona germańskie. W 1234 roku rugijski książę Wisław I przyznał miastu prawa miejskie wzorowane na prawach Lubeki, tudzież Rostocku.
W roku 1240 wprowadzono wolność celną, a Stralsund stał się szybko jednym z najważniejszych nadbałtyckich miast handlowych, głównie dzięki osadnikom z Westfalii. W tym czasie pod banderą stralsundzką pływało około 300 statków. W roku 1250 powstało Nowe Miasto z kościołem Mariackim, a pod koniec XIII wieku przyłączono teren na którym znajdował się kościół św. Jakuba. W roku 1293 miasto przystąpiło do związku Hanzeatyckiego i stało się ważnym graczem na arenie międzynarodowej.
Po rozwiązaniu księstwa rugijskiego w 1325 Stralsund został przekazany książętom pomorskim i należał do księstwa pomorsko-wołogoskiego. W XIV wieku stał się najważniejszym po Lubece miastem hanzeatyckim na południowym wybrzeżu Bałtyku, a podczas wojny Hanzy z Duńczykami miasto odegrało bardzo dużą rolę. To tutaj podpisano w 1370 roku akt pokojowy znany w polskojęzycznej monografii pokojem w Strzałowie.
Po rozwiązaniu Hanzy miasto zaczęło tracić na znaczeniu. Handel oraz budowa statków pozostały jednak główną gałęzią gospodarki Stralsundu. Stralsund był pionierem reformacji w Niemczech Północnych. Już od 1525 roku większość mieszkańców Stralsundu zaczęła przechodzić na ewangelicyzm.
Podczas wojny trzydziestoletniej miasto z pomocą Szwecji i Danii zapobiegło oblężeniu miasta przez oddziały Wallensteina w 1628 roku i stało się twierdzą. Po zakończeniu wojny trzydziestoletniej i podpisaniu pokoju westfalskiego Stralsund przez ponad 200 lat znajdował się pod panowaniem Królestwa Szwecji jako część Pomorza Szwedzkiego. W roku 1815 Stralsund stał się miastem pruskim. W latach 1818–1932 był powiatem grodzki i zarazem siedzibą rejencji stralsundzkiej, a od 1932 powiatem grodzkim w rejencji szczecińskiej.
W czasie II wojny światowej w ataku bombowym aliantów na Stralsund 6 października 1944 roku zginęło ponad 800 osób cywilnych. 8000 mieszkań oraz wiele zabytków architektonicznych zostało całkowicie lub poważnie zniszczonych.
1 maja 1945 Armia Czerwona wkroczyła do miasta praktycznie bez użycia siły. Stralsund stał się częścią radzieckiej strefy okupacyjnej.
W okresie Niemieckiej Republiki Demokratycznej wzniesiono w mieście wiele bloków z wielkiej płyty, a zabytkowe Stare Miasto zaczęło popadać w ruinę. Gospodarka miasta opierała się wówczas głównie z budowy statków w tutejszej stoczni, która wykonywała statki dla Związku Radzieckiego czasem w trybie dziesięciodniowym.
Po politycznym przełomie w 1989 roku, Stralsund stał się wzorem wśród tzw. „nowych landów”, jeśli chodzi o wspieranie budownictwa i ochrony zabytków w mieście. Historyczne centrum miasta wraz z portem zostało gruntownie odrestaurowane z pomocą programu rządowego. Także dzielnice mieszkalne bloków z wielkiej płyty – Grünhufe oraz Knieper – zostały odnowione w ramach programów Rewaloryzacja, Przebudowa Miasta – Wschód oraz Miasto Społeczne, a koncepcja zabudowy mieszkalnej w mieście została zmodyfikowana.
Od roku 2002 stralsundzkie Stare Miasto, wraz ze Starym Miastem Wismaru znajdują się na Liście Światowego Dziedzictwa UNESCO z tytułem: Historyczne Stare Miasta Stralsundu i Wismaru.
Przed gospodarką Stralsundu stoi od roku 1989 nadal wiele wyzwań i problemów, które jak dotąd nie zostały rozwiązane.
W ramach reformy powiatów w 2011 roku Stralsund, Rugia oraz powiat Nordvorpommern stały się jednym powiatem o nazwie Nordvorpommern ze stolicą w Stralsundzie.

### Fortyfikacje miejskie
Stralsund od 1871 roku posiadał status twierdzy, co chroniło miasto przed licznymi wojnami. Poza dziesięcioma bramami, prowadzącymi do miasta, z których zachowały się tylko dwie (bramy Knieper oraz Küter), dostępu do miasta broniły także stawy miejskie oraz wały.

## Społeczeństwo i polityka

### Burmistrz miasta
Najwyższym reprezentantem zarządu miasta w Stralsundzie jest od października 2008 roku nadburmistrz Alexander Badrow (CDU).

### Mieszkańcy miasta
Stralsund (nr okręgu wyborczego: 5) posiada 68 obwodów wyborczych. Rada miejska składa się z reguły z 43 posłów, wybieranych w wolnych i tajnych wyborach. Od wyborów 25 maja 2014 roku skład rady miejskiej Stralsundu przedstawia się następująco:
| Partia                                                  | Miejsca |
| ------------------------------------------------------- | ------- |
| Unia Chrześcijańsko-Demokratyczna (CDU)1                | 14 (±0) |
| Socjaldemokratyczna Partia Niemiec (SPD)                | 6 (−2)  |
| Bürger für Stralsund (Mieszkańcy dla Stralsundu/BfS)²   | 6 (±0)  |
| Linke offene Liste (Lewica)                             | 5 (+5)  |
| Związek 90/Zieloni (Zieloni)³                           | 5 (+5)  |
| Wählergemeinschaft Adomeit (Wspólnota Wyborców Adomeit) | 2 (+1)  |
| Alternatywa dla Niemiec (AfD)²                          | 2 (+2)  |
| Narodowodemokratyczna Partia Niemiec (NPD)              | 1 (±0)  |
| Wolna Partia Demokratyczna (FDP) 1                      | 1 (-1)  |
| Niemiecka Partia Piratów (Piraci)³                      | 1 (+1)  |

| 1 | CDU i FDP tworzą koalicję.        |
| ² | BfS i AfD poseł tworzą koalicję.  |
| ³ | Zieloni i Piraci tworzą koalicję. |

### Herb i flaga
Herb Stralsundu został nadany 9 września 1938 roku w Szczecinie przez ówczesnego nadburmistrza i zarejestrowany pod nr 67 herbarza Meklemburgii-Pomorza Przedniego.
Blazonowanie: pionowo ustawiona srebrna strzała, a nad nią niewielki srebrny krzyż równoramienny na czerwonym tle. Wymowa stralsundzkiego herbu wskazuje na pochodzenie nazwy miasta: słowo stral oznaczało w językach słowiańskich strzałę lub grot. Motyw strzały był także używany w pieczęci miasta.
Stralsundzka flaga przedstawia identyczny motyw, jak herb miasta: pionowo ustawioną srebrną (białą) strzałę i niewielki srebrny (biały) krzyż równoramienny na czerwonym tle.

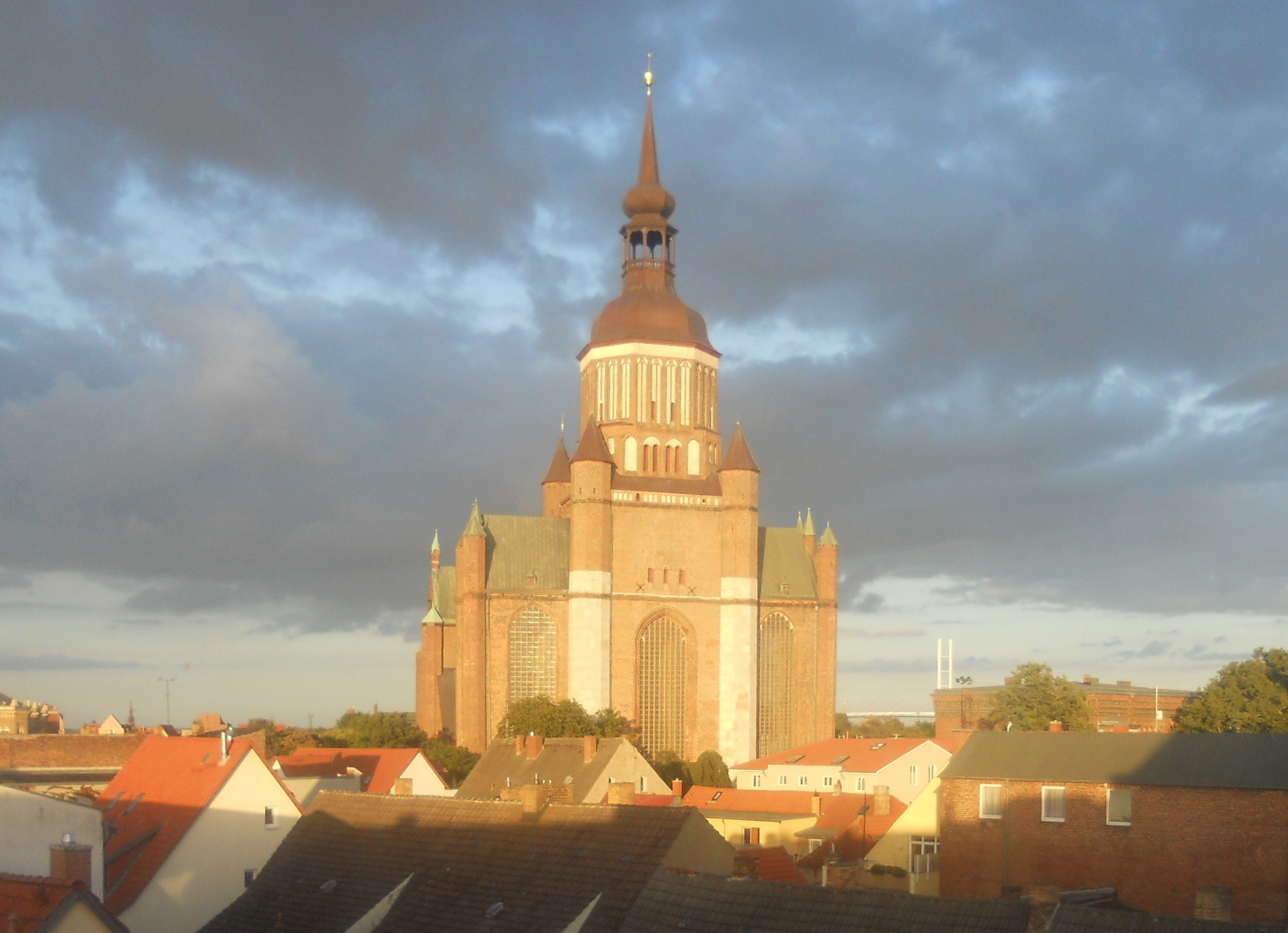
Kościół Najświętszej Marii Panny, strona zachodnia

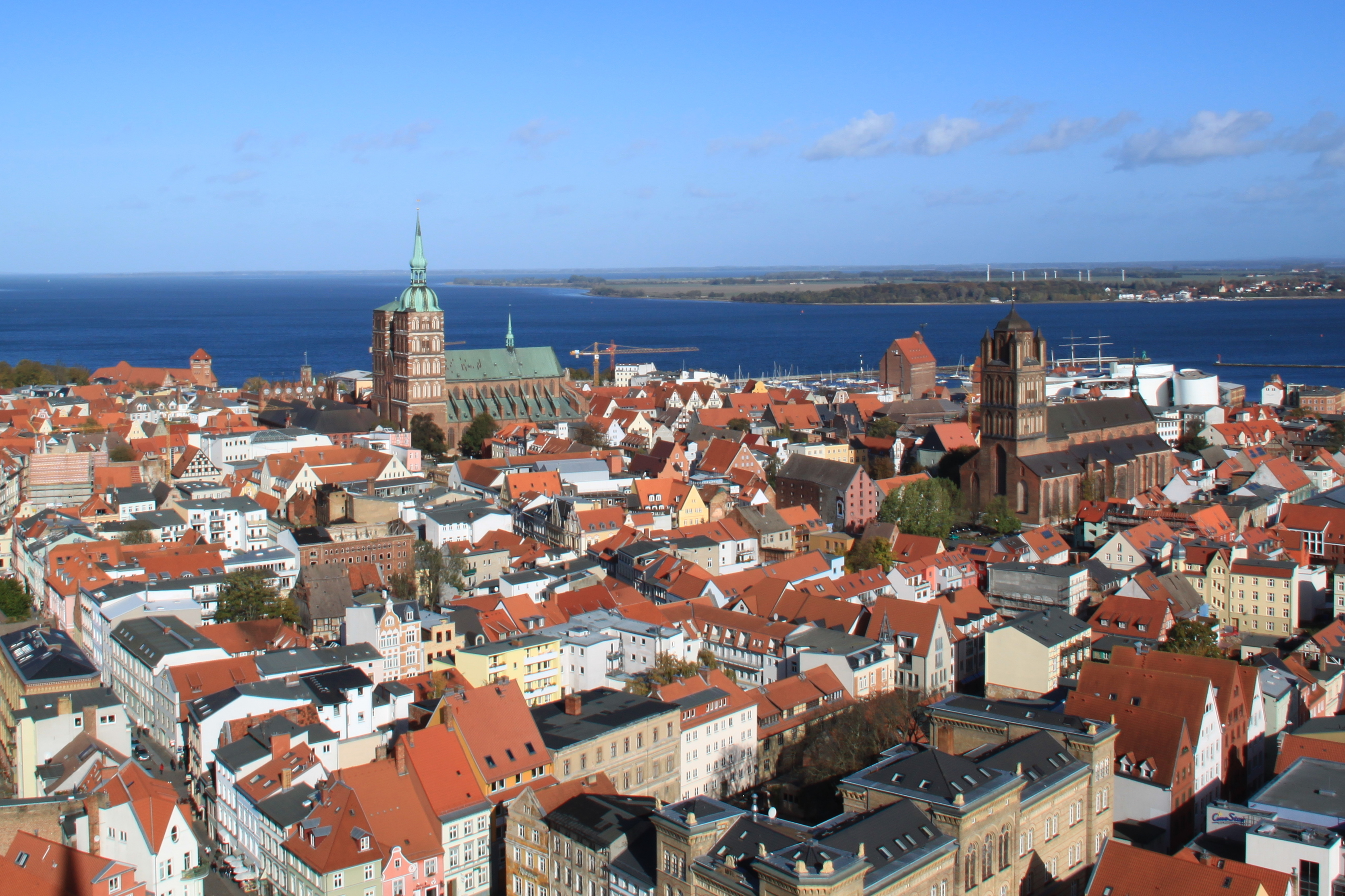
Widok z wieży kościoła Najświętszej Marii Panny na kościoły św. Mikołaja i Jakuba;
w tle – fragment wyspy Rugii

### Religia
Obszary dzisiejszego Stralsundu zostały po odejściu Germanów w czasie wędrówki ludów zamieszkane głównie przez słowiańskich osadników. Po zwycięstwie Danii nad słowiańskim księciem na Rugii w roku 1168 oraz napływie chrześcijańskich osadników przede wszystkim z Westfalii rozpoczęła się chrystianizacja tych terenów. W XIII wieku przybyli do Stralsundu także Żydzi. Reformacja w XVI wieku zmieniła Stralsund w miasto ewangelickie.
W XV wieku wypędzono Żydów z Pomorza i Meklemburgii. W 1757 roku panujący wówczas w Stralsundzie król szwedzki pozwolił na ich ponowne osiedlenie się. W 1786 roku Żydzi rozpoczęli budowę synagogi; 30 marca 1787 roku została ona poświęcona. Żydowscy kupcy wnieśli wiele innowacyjnych idei do handlu miejskiego. W 1875 roku bracia Wertheim zbudowali pierwszy dom towarowy w Stralsundzie. 14 sierpnia 1879 roku Leonard Tietz otworzył niewielki sklep, który wkrótce zamienił się w znany koncern „Kaufhof”. Po dojściu Hitlera do władzy w 1933 roku do wiary żydowskiej przyznawały się 134 osoby. W 1939 były to już tylko 62. Jedynie dwóch Żydów, którzy przeżyli faszystowski terror, powróciło do Stralsundu.
Po II wojnie światowej Stralsund znajdował się w granicach radzieckiej strefy okupacyjnej. Polityka sowiecka próbowała odsunąć ludność od wpływów kościoła, m.in. poprzez rygorystyczne potępienie religii w wychowaniu szkolnym. W latach 1949–1989 odsetek protestantów wśród mieszkańców miasta spadł z 90% na około 20%. Obecnie około 75% ludności Stralsundu nie należy do żadnej wspólnoty wyznaniowej.
Najpopularniejszą grupą wyznaniową są w Stralsundzie ewangelicy (ok. 15%). Stralsundzki okręg kościelny Pomorskiego Kościoła Ewangelickiego jest jednym z czterech okręgów kościelnych kościoła krajowego rejonu Pomorza Przedniego. Około 4% mieszkańców miasta wyznaje katolicyzm. Oprócz tego istnieją tu także mniejsze chrześcijańskie grupy wyznaniowe, jak np. irwingianie, adwentyści, Kościół Wolnych Chrześcijan czy Kościół Ewangelicko-Metodystyczny.

### Zmiany administracyjne
W latach 20. XX wieku Stralsund potrzebował nowych terenów. Planowana była budowa cmentarza głównego, a dotychczasowe cmentarze sięgały już granic miasta.
Po uchwaleniu pruskiej „Ustawy o regulacji poszczególnych punktów dot. zarządu gmin” w roku 1927, która przewidywała także zniesienie obszarów dworskich, Stralsund wniósł wniosek o przyłączenie do miasta sąsiednich miejscowości: Klein Kedingshagen, Groß Kedingshagen, Grünthal, Grünhufe, Freienlande, Andershof, Lüssow, Langendorf (z jeziorami Borgwallsee oraz Pütter See), Groß Lüdershagen, Neu Lüdershagen, Wendorf, Zitterpennigshagen, Voigdehagen, Försterhof, Teschenhagen, Devin oraz Stadtkoppel. Także miejscowość Altefähr na Rugii miała znaleźć się w granicach miasta (tamtejsza plaża i park należały już wtedy do Stralsundu). Ogólnie obszar nowo przyłączonych ziem obejmować miał 3538 ha, ale tylko część wspomnianych terenów włączono do miasta. Na mocy postanowienia prezydenta rejencji z dnia 21 września 1928 roku do Stralsundu przyłączono „cały obszar dworski Voigdehagen o powierzchni 297,85 ha z ok. 93 mieszkańcami, cały obszar dworski Devin o powierzchni 479,87 ha z ok. 230 mieszkańcami, północna część obszaru dworskiego Andershof o powierzchni ok. 264,74 ha z ok. 150 mieszkańcami, cały obszar dworski Grünhufe o powierzchni 405,61 ha z ok. 157 mieszkańcami”.
Częścią obszaru dworskiego Grünhufe były gospodarstwa w Stadtkoppel i Garbodenhagen oraz majątki ziemskie Grünthal i Freienlande. Do tego miastu przydzielono także części majątków ziemskich Langendorf, Lüssow oraz Klein Kordshagen.
Nowa powierzchnia Stralsundu wynosiła 1 781,69 ha i była prawie dwa razy większa niż ta przed zmianami. Przekazanie nowych ziem odbyło się 22 października 1928 roku w stralsundzkim ratuszu.

### Demografia

Rozwój ludności

W roku 1989 wskaźnik liczby ludności Stralsundu (ponad 75 000 mieszkańców) osiągnął najwyższy poziom. Od tego czasu wartość ta wciąż spadała. W latach pomiędzy przełomem politycznym w 1989 roku a rokiem 2008 liczba mieszkańców Stralsundu zmniejszyła się o około 15 000.
Poniższa tabela przedstawia liczbę ludności Stralsundu w poszczególnych latach. Dane do 1833 roku są raczej szacunkowe, dalsze wartości wynikają ze spisów statystycznych lub urzędowych uzupełnień ówczesnych Urzędów Statystycznych, tudzież magistratu. Dane te dotyczą od 1843 roku ludności przebywającej na danym terenie, od 1925 roku ludności zamieszkującej dany teren, a od 1966 roku osób zameldowanych na danym terenie. Przed rokiem 1843 stosowano niejednolite metody liczenia ludności.
| Rok/data   | Liczba mieszkańców |
| ---------- | ------------------ |
| 1600       | 12.500             |
| 1677       | 8.489              |
| 1760       | 8.153              |
| 1782       | 10.606             |
| 1800       | 11.191             |
| 1816       | 14.096             |
| 1826       | 14.745             |
| 03.12.1849 | 17.600             |
| 03.12.1861 | 21.900             |
| 03.12.1864 | 26.700             |
| 03.12.1867 | 27.600             |
| 01.12.1871 | 26.700             |
| 01.12.1875 | 27.765             |
| 01.12.1880 | 29.481             |
| 01.12.1885 | 28.984             |

| Rok/data   | Liczba mieszkańców |
| ---------- | ------------------ |
| 01.12.1890 | 27.814             |
| 02.12.1895 | 30.100             |
| 01.12.1900 | 31.076             |
| 01.12.1905 | 31.809             |
| 01.12.1910 | 33.988             |
| 01.12.1916 | 31.412             |
| 05.12.1917 | 30.715             |
| 08.10.1919 | 38.185             |
| 16.06.1925 | 39.404             |
| 16.06.1933 | 43.630             |
| 17.05.1939 | 52.978             |
| 01.12.1945 | 43.763             |
| 29.10.1946 | 50.389             |
| 31.08.1950 | 58.303             |
| 31.12.1955 | 65.275             |

| Rok/data   | Liczba mieszkańców |
| ---------- | ------------------ |
| 31.12.1960 | 65.758             |
| 31.12.1964 | 67.851             |
| 01.01.1971 | 71.489             |
| 31.12.1975 | 72.109             |
| 31.12.1981 | 74.421             |
| 31.12.1985 | 75.480             |
| 31.12.1988 | 75.498             |
| 31.12.1990 | 72.780             |
| 31.12.1995 | 65.977             |
| 31.12.2000 | 60.663             |
| 31.12.2005 | 58.708             |
| 31.12.2006 | 58.613             |
| 31.12.2007 | 58.027             |
| 31.12.2008 | 57.866             |
| 31.12.2009 | 57.778             |

### Miasta partnerskie
Francuskie miasto Boulogne-sur-Mer oraz fińskie Pori stały się w 1963 i 1964 roku miastami partnerskimi Stralsundu. W roku 1969 została nim także Windawa (Ventspils) na Łotwie. Później dołączyły do nich Kilonia, stolica kraju związkowego Szlezwik-Holsztyn oraz Stargard (od 1987 roku), jak również szwedzkie Malmö (od 1991 roku), Svendborg w Danii (od 1992 roku) oraz Trelleborg w Szwecji (od 2000 roku). Obecnie francuskie Boulogne-sur-Mer nie jest już miastem partnerskim Stralsundu. W roku 2015 chińskie miasto Huangshan stało się kolejnym miastem partnerskim.
Poza tym Stralsund uczestniczy w pracy „Nowej Hanzy”, której celem jest rozwój handlu i turystyki miast członkowskich.

## Kultura i zabytki

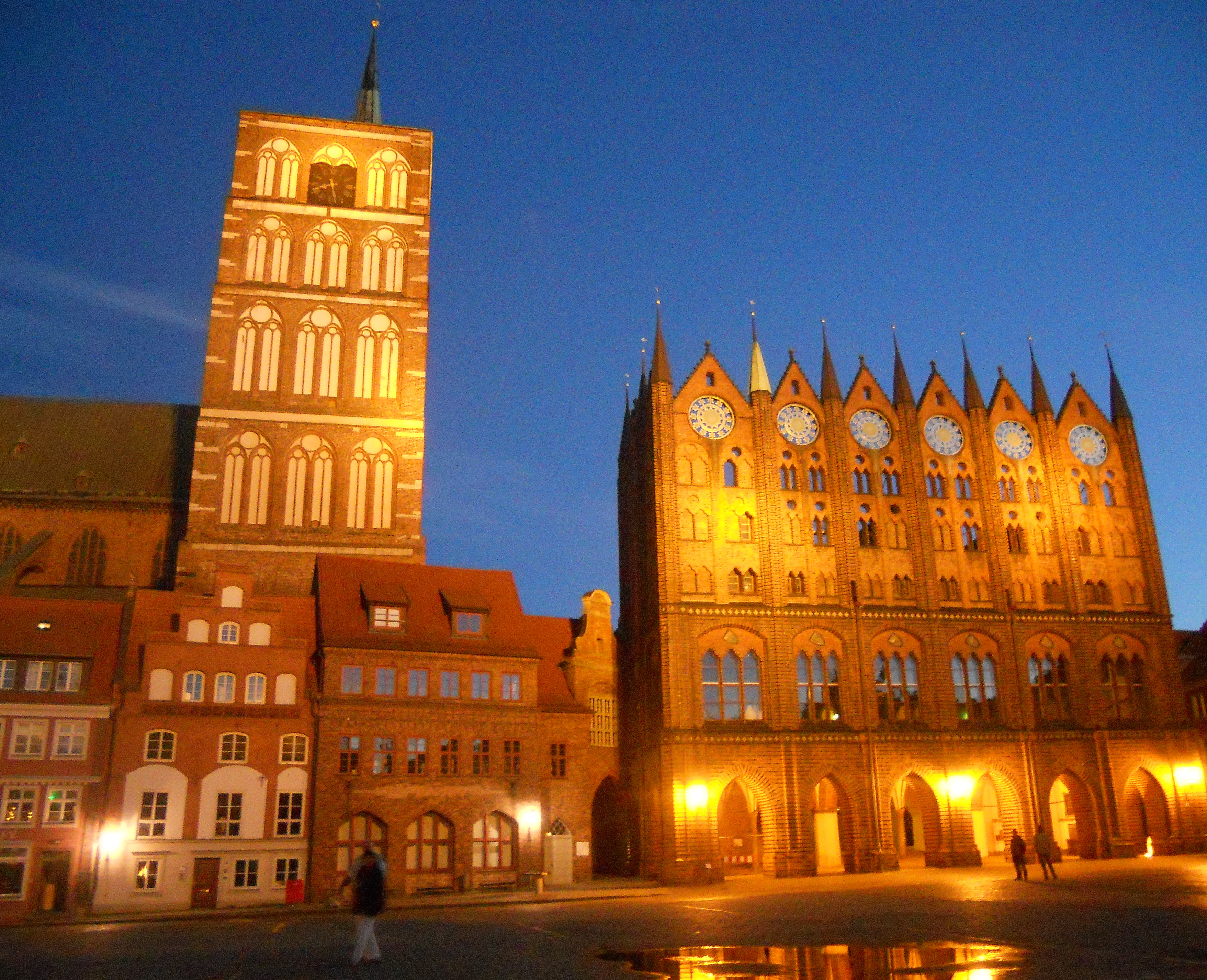
Ratusz i wieża kościoła św. Mikołaja, widok od strony Starego Rynku

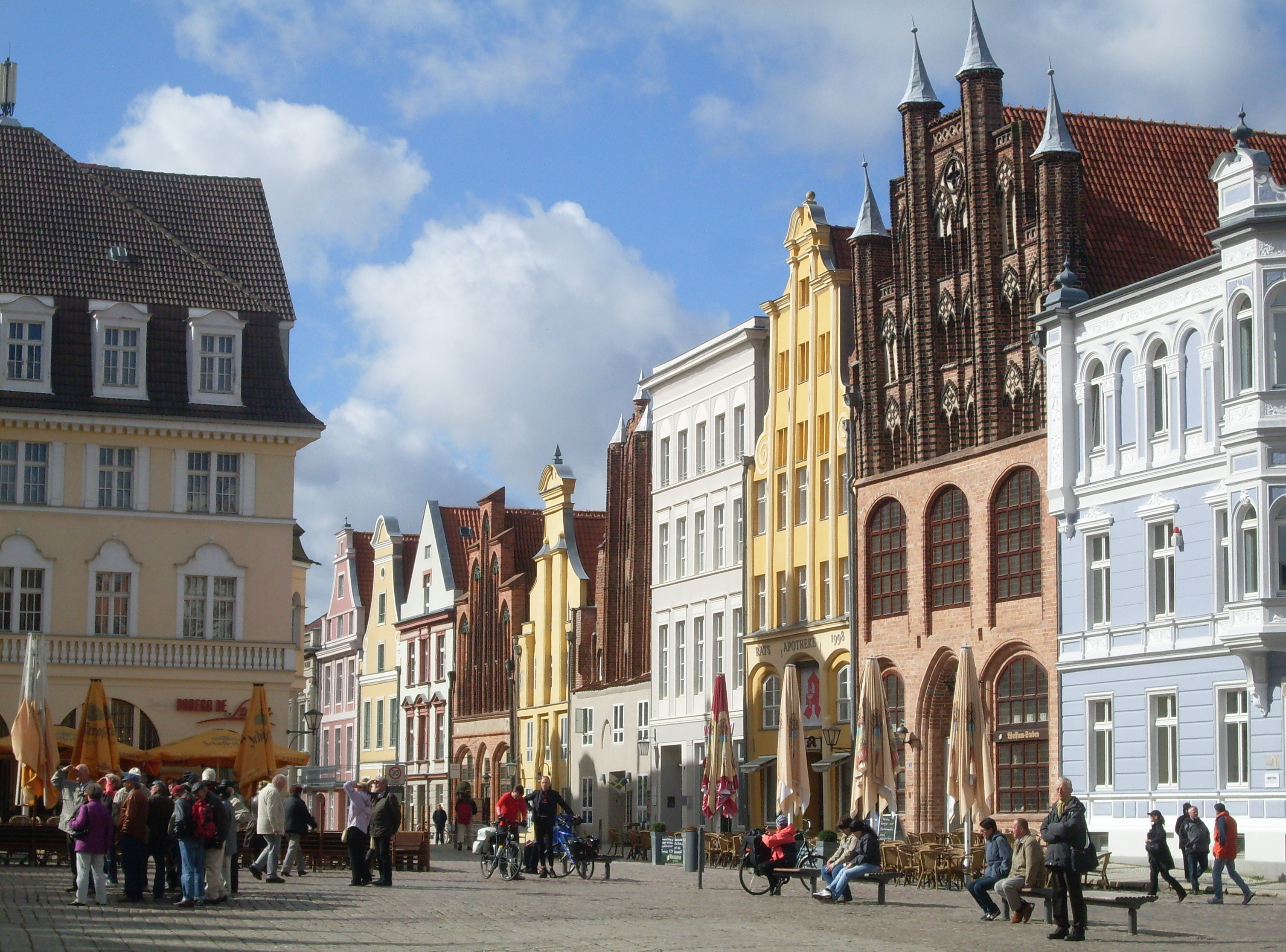
Stary Rynek, strona zachodnia

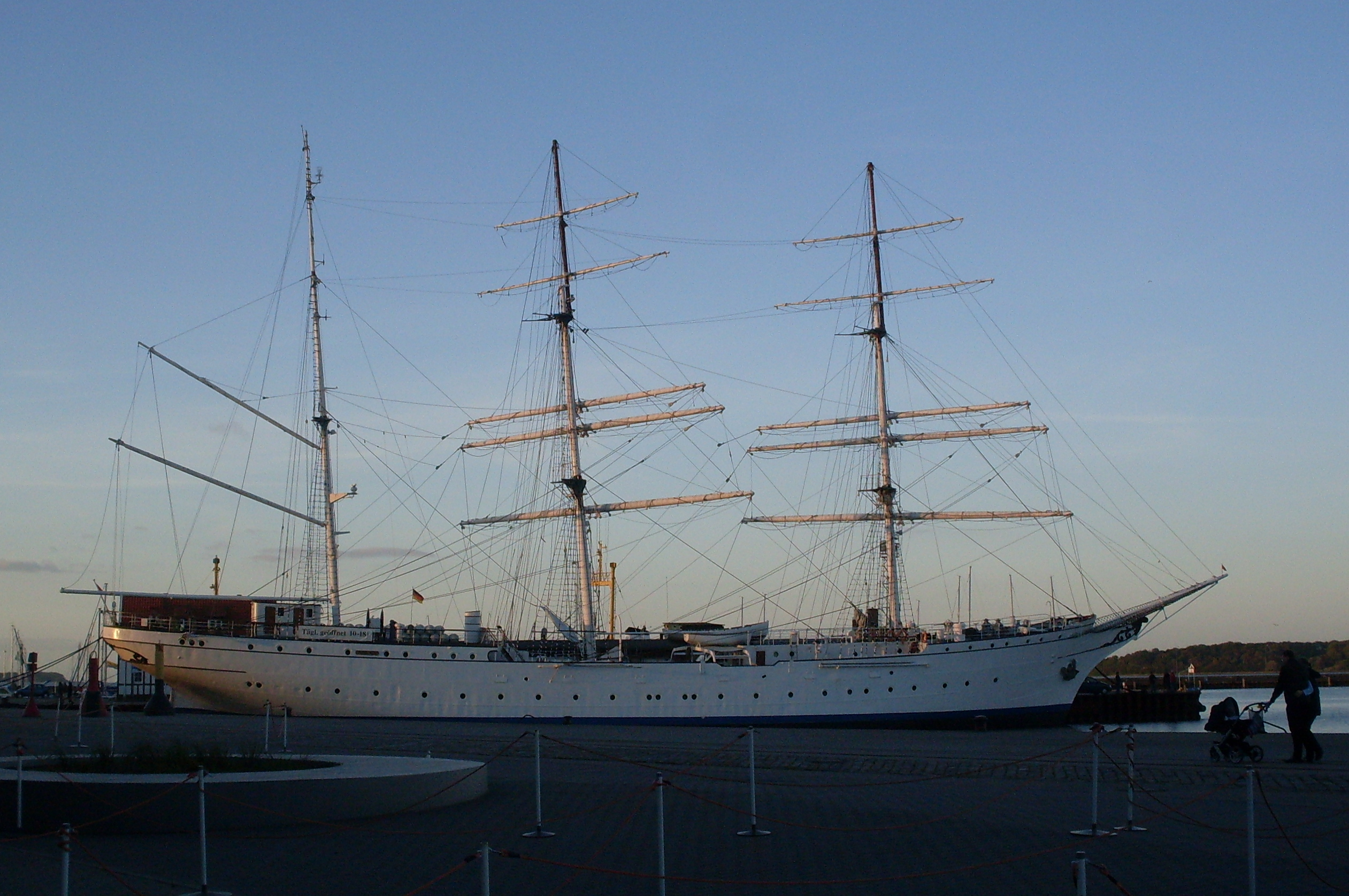
Gorch Fock

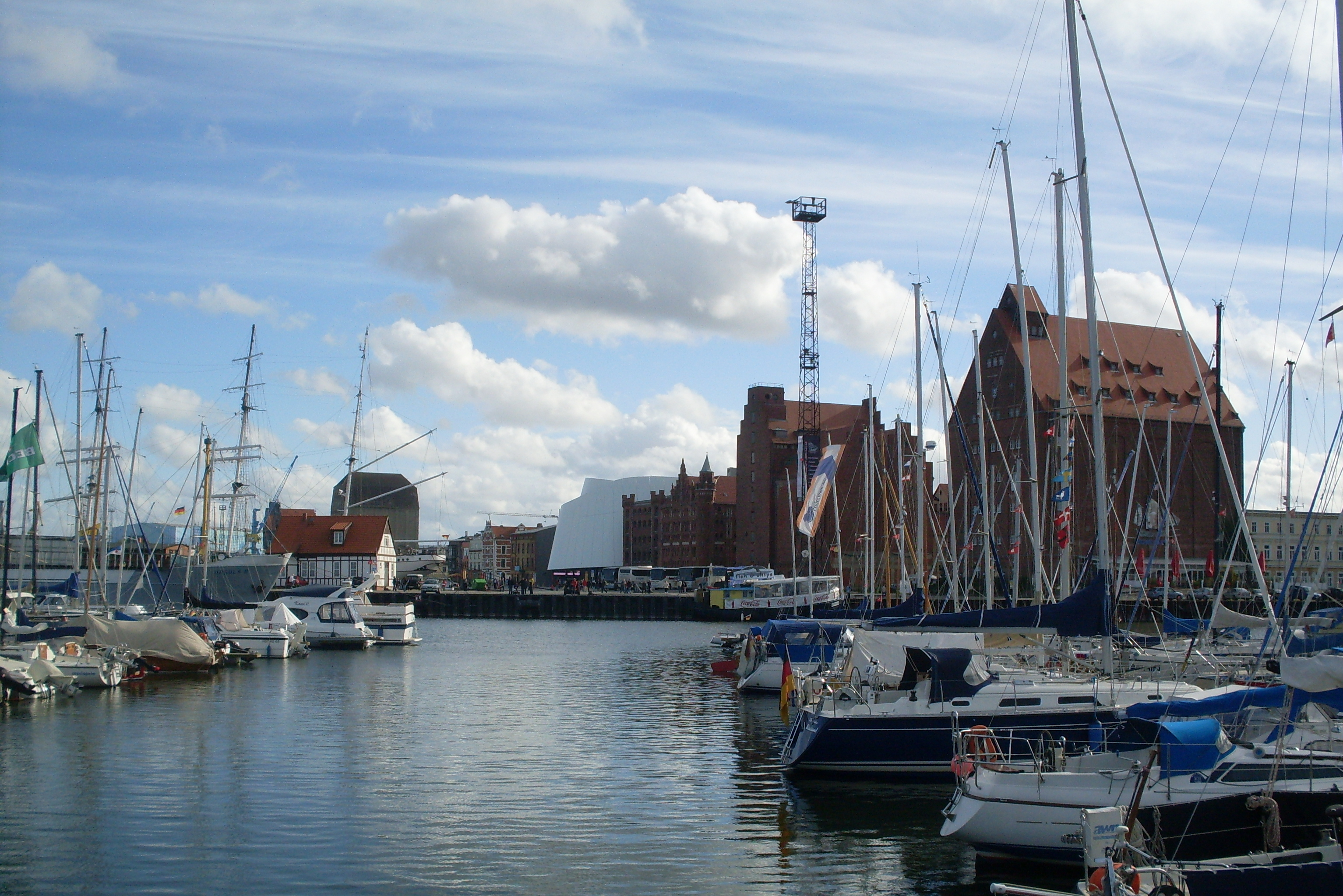
Port w Stralsundzie

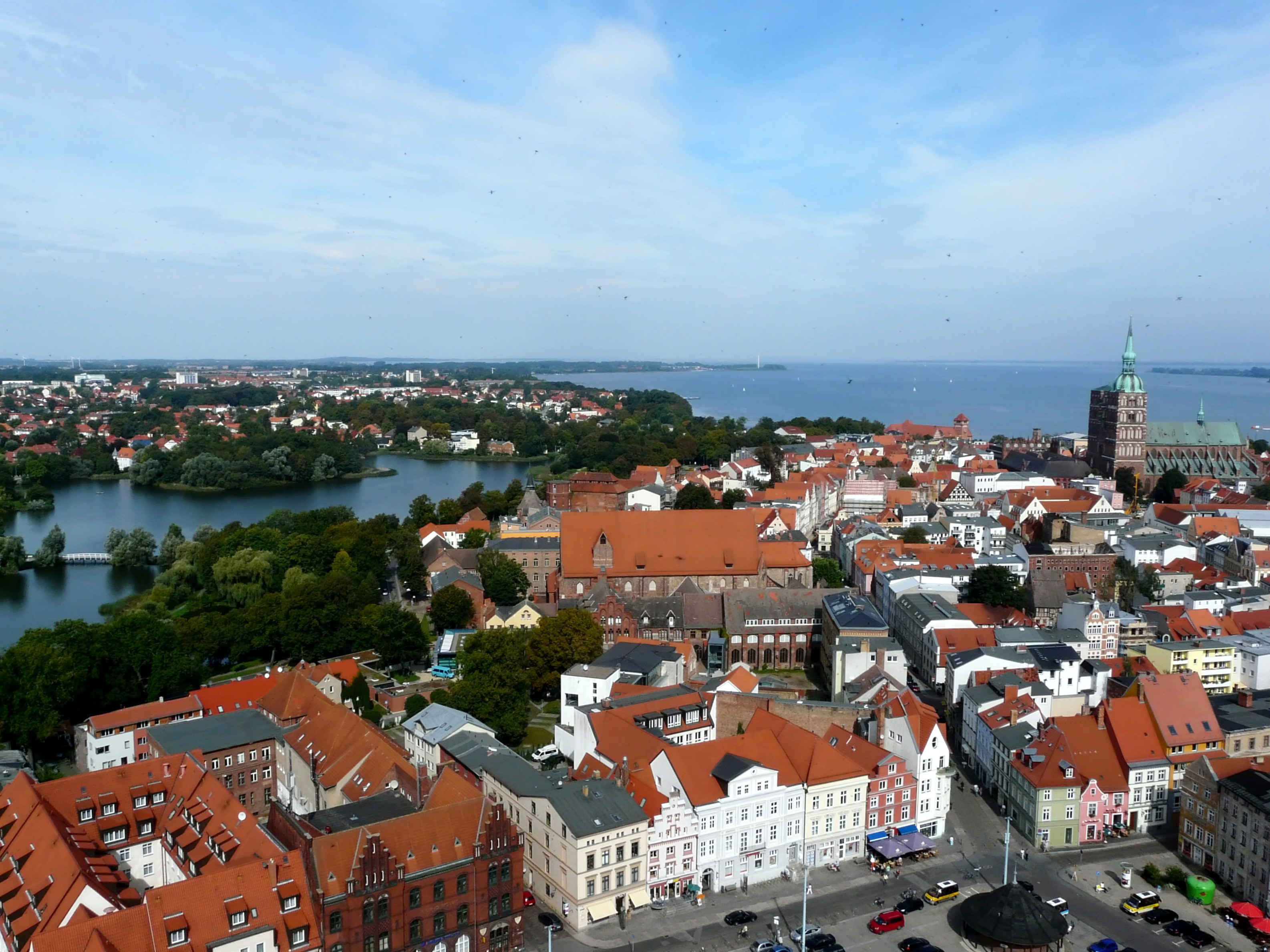
Widok z wieży kościoła Najświętszej Marii Panny na cieśninę Strelasund oraz staw Knieperteich

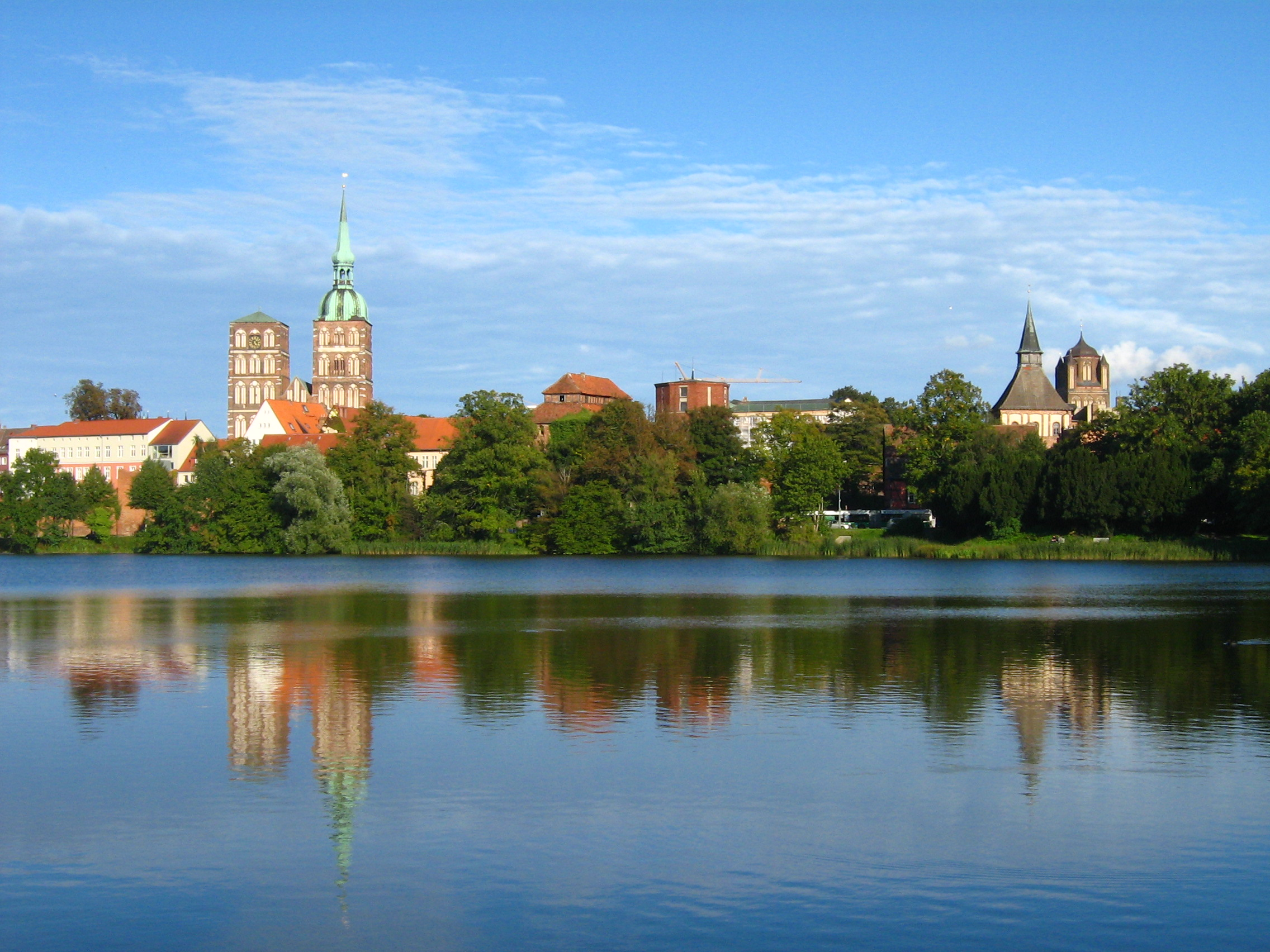
Knieperteich, widok na kościoły św. Mikołaja oraz św. Jakuba

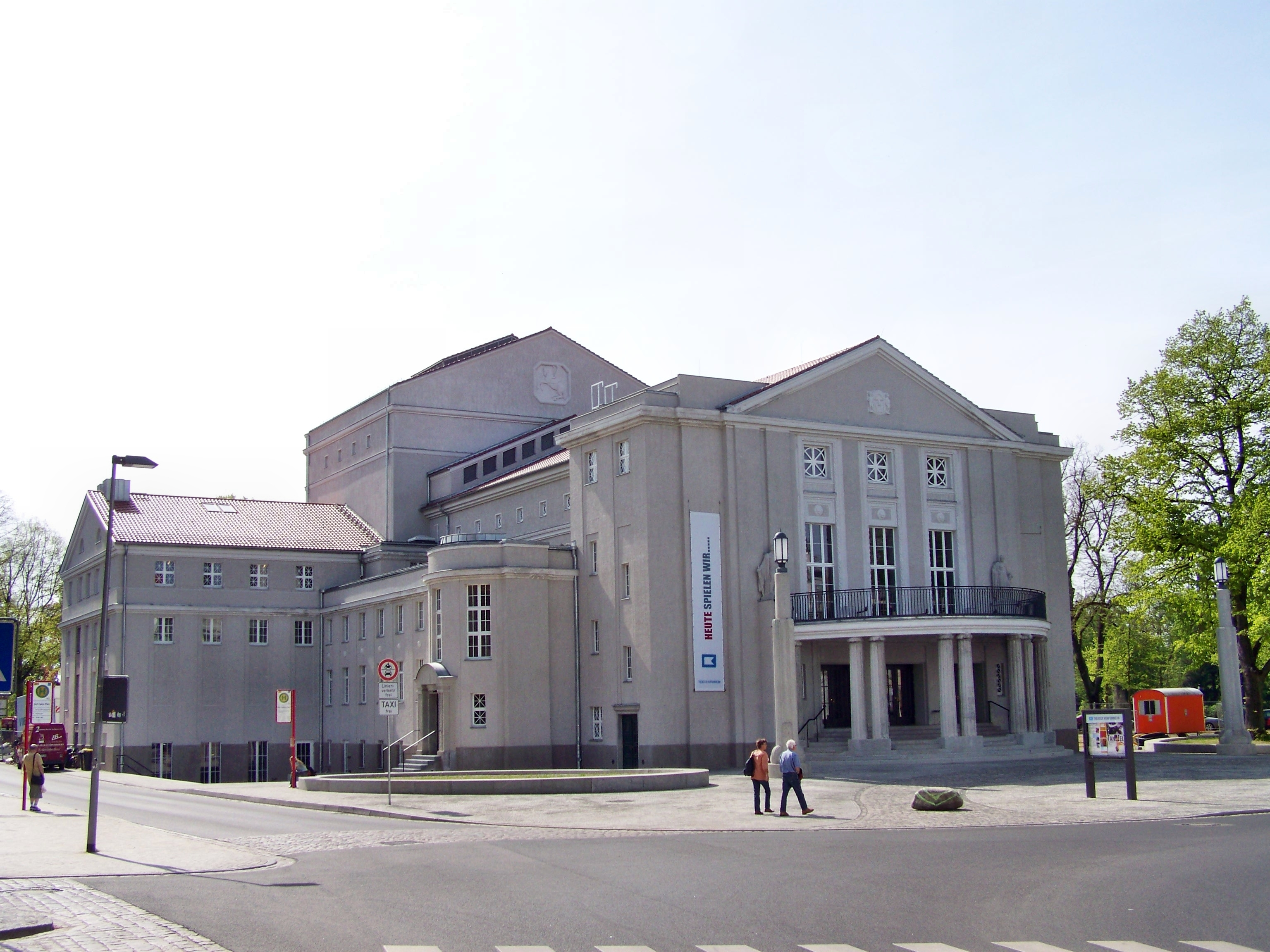
Teatr w Stralsundzie

### Zabytki architektury

#### Stare Miasto
Śródmieście Stralsundu wyróżnia się bogactwem historycznych budowli. Polityka NRD nie przywiązywała dużej wagi do wartości zabytkowych budynków, co sprawiło, że wielu budowlom groziło zniszczenie. Od 1990 roku zdecydowana większość budynków historycznego Starego Miasta została odrestaurowana, z prywatnych oraz publicznych funduszy, a także dzięki wsparciu fundatorów. W szczególności na Starym Mieście ujrzeć można wielką różnorodność architektoniczną, z wieloma uroczymi domami szczytowymi ówczesnych kupców, z kościołami, wąskimi uliczkami oraz placami. Spośród ponad 800 budynków Stralsundu podlegających ochronie jako zabytki, ponad 500 znajduje się na Starym Mieście. W ciągu 20 lat, od roku 1990 do listopada 2010 roku w całości odrestaurowano 588 z ponad 1000 budynków Starego Miasta, z tego 363 znajdujących się w rejestrze zabytków.
Z racji dużego znaczenia pod względem historycznym oraz architektonicznym, Stare Miasto Stralsundu wraz ze Starym Miastem Wismaru wpisane zostało w roku 2002 na listę światowego dziedzictwa UNESCO.

#### Stary Rynek i ratusz
Wizytówką Starego Rynku w Stralsundzie jest kościół św. Mikołaja oraz ratusz – jako jedna z najważniejszych niesakralnych budowli północnoniemieckiego gotyku ceglanego, a także Dwór Artusa (w którym już w XIV wieku organizowano oficjalne przyjęcia i przyjmowano ważne osobistości), kamienica Wulflama, Commandantenhus (dawna siedziba dowódcy szwedzkiego garnizonu), domy kupieckie z wykuszami oraz współczesny blok z wielkiej płyty – które wspólnie tworzą swoisty przekrój przez architektoniczną historię miasta.

#### Domy kupieckie
Często z dużym finansowym zaangażowaniem restaurowane typowe mieszkalne domy szczytowe w Stralsundzie kształtują obraz śródmiejskich ulic. W dawnym budynku rządu szwedzkiego przy dzisiejszej Badenstraße znajduje się urząd budownictwa. Dom muzealny przy Mönchstraße został odrestaurowany ze środków Niemieckiej Fundacji na rzecz Ochrony Zabytków i stanowi dziś jeden z najważniejszych oryginalnie zachowanych domów kupieckich z czasów Hanzy w Niemczech Północnych; zachowany jako obiekt muzealny, pomaga wyobrazić sobie i zrozumieć historię ostatnich siedmiu stuleci.

#### Kościoły
Trzy wzniosłe budowle epoki gotyku ceglanego: Kościół Najświętszej Marii Panny, kościół św. Mikołaja oraz kościół św. Jakuba świadczą o dużym znaczeniu miasta w średniowieczu. Kościół św. Jakuba jest dziś wykorzystywany jedynie jako dom kultury. W dwóch pozostałych kościołach na Starym i Nowym Rynku nadal odprawiane są nabożeństwa. Z wieży Kościoła Najświętszej Marii Panny rozciąga się piękny widok na cały Stralsund oraz wyspę Rugię. Do młodszych budowli sakralnych w Stralsundzie zalicza się Kościół Zmartwychwstania Pańskiego, Kościół Trójcy Świętej, Kościół Pokoju oraz Kościół Marcina Lutra.

#### Klasztory[14]
We franciszkańskim klasztorze św. Jana z 1254 roku znajduje się dziś archiwum miejskie. Odbywają się tu także regularnie imprezy kulturalne, jak np. przedstawienia teatralne na wolnym powietrzu.
Gotycki klasztor św. Anny i Brygidy przy Schillstraße powstał w 1560 roku; stanowił on połączenie powstałego w 1480 roku klasztoru św. Anny oraz zakonu damsko-męskiego Mariakron z 1421 roku.
O klasztorze św. Jürgena przy Mönchstraße wspomina się po raz pierwszy w 1278 roku. W XIV wieku służył on jako dom dla osób starszych. W 1632 roku kościół, jak i cały budynek został rozebrany. W 1743 powstał nowy budynek jako klasztor św. Jürgena przy bramie Knieper; w 1754 klasztor zapewniał mieszkania dla ludzi starszych, a od 1841 roku dla wdów.
Klasztor św. Katarzyny to największy ze stralsundzkich klasztorów. Był to klasztor dominikański. Budynek należy do najstarszych budowli gotyku ceglanego krajów nadbałtyckich i obecnie mieści on dwa muzea: Muzeum Historii i Kultury oraz Niemieckie Muzeum Morskie.
W wymienionym po raz pierwszy w roku 1256 klasztorze Ducha Świętego znajdował się przytułek dla ludzi ubogich i chorych. Obecnie wszystkie mieszkania i domy wchodzące w skład dawnego klasztoru zostały odrestaurowane.

#### Port
Do portu miejskiego Stralsundu przybijają promy z Hiddensee i z miejscowości Altefähr na Rugii oraz statki wycieczkowe. W miesiącach letnich jest to także miejsce cumowania dużych statków rejsowych. Są tu także inne porty jachtowe niedaleko Starego Miasta. Wzdłuż północnego molo stoją w lecie często setki jachtów i statków.
Budynek dawnego nawigatora morskiego, stare spichlerze oraz zarys Starego Miasta tworzą architektonicznie swoisty kontrast do widoku wyspy Rugii oraz Hiddensee. Bark Gorch Fock stojący na stałe w porcie stanowi dodatkową atrakcję turystyczną.

#### Umocnienia miejskie
W Stralsundzie zachowała się stosunkowo duża część średniowiecznych murów miejskich oraz dwie z 11 bram miejskich: brama Knieper oraz brama Küter.

### Parki i zbiorniki wodne
Stralsundzkie Stare Miasto jest z jednej strony otoczone cieśniną Strelasund, a z drugiej kilkoma stawami (Knieperteich, Frankenteich oraz Moorteich), tak że śródmieście jest prawie całkowicie otoczone wodą, na kształt wyspy.
Ponieważ historyczne uwarunkowania sprawiły, że na starówce jest niewiele zieleni, po zniesieniu umocnień miejskich w XIX wieku urządzono kilka miejsc do odpoczynku wśród natury. Przykładem jest promenada Sund (Sundpromenade) prowadząca wzdłuż brzegu Strelasundu. Także stralsundzkie cmentarze zostały w XX wieku urządzone na wzór parku.
Na terenie Stralsundu czerpano niegdyś wodę leczniczą.
W Stralsundzie przy lesie miejskim, na powierzchni ok. 16 ha znajduje się ogród zoologiczny.

### Instytucje kulturalne

#### Muzea
Niemieckie Muzeum Morskie w dawnym klasztorze św. Katarzyny jest najchętniej odwiedzanym muzeum w północnych Niemczech, pozwala zagłębić się w świat wodny i poznać jego mieszkańców. Uzupełnieniem do niego jest Ozeaneum w porcie miejskim, otwarte w 2008 roku(Europejskie Muzeum Roku 2010). Dalszymi filiami wspomnianego muzeum są Nautineum na wyspie Dänholm oaz Natureum na wyspie Darß.
Muzeum Historii i Kultury, najstarsze muzeum Meklemburgii-Pomorza Przedniego przedstawia przede wszystkim historię Pomorza. Główna siedziba muzeum znajduje się w byłym klasztorze św. Katarzyny, podobnie jak Niemieckiego Muzeum Morskiego. Wśród eksponatów znajduje się słynna złota biżuteria wikingów znaleziona na wyspie Hiddensee oraz bursztynowy amulet znaleziony w okolicach Słupska przedstawiający figurę byka, którego wiek szacuje się na 4–5 tys. lat. Jedną z filii Muzeum Historii i Kultury jest Muzeum Marynarki na wyspie Dänholm, którego tematem jest militarne znaczenie Stralsundu. Inne filie wspomnianego muzeum to dom muzealny przy Mönchstraße oraz muzeum znajdujące się przy dawnym spichlerzu przy Böttcherstraße (Museumsspeicher).
Wystawa „Zrozumieć Stralsund, nie widząc” umożliwia wirtualny spacer po mieście w całkowitej ciemności. Zwiedzający ma szansę wyobrazić sobie, w jaki sposób widzą świat niewidomi.

#### Teatr
Teatr w Stralsundzie, do 1995 samodzielny, wchodzi obecnie w skład Teatru Pomorza Przedniego, wraz z teatrem w Greifswaldzie i Putbusie. Stralsundzki teatr wystawia sztuki wszelkich gatunków.
Urodzona w Stralsundzie Caró (właściwie Carolin Ristau) jest znaną piosenkarką, wydała kilka albumów z muzyką pop.

### Wydarzenia
- Dni Wallensteina: Każdego lata odbywają się w Stralsundzie Dni Wallensteina, średniowieczny spektakl dla uczczenia obrony miasta przed oblężeniem Wallensteina w 1628 roku.
- Stralsund jest jednym z miast, w których odbywa się Letni Festiwal Muzyczny Meklemburgii-Pomorza Przedniego, który jest jedynym z największych festiwali tego rodzaju w całych Niemczech.
- Międzynarodowe zawody pływackie: w pierwszą sobotę lipca odbywa się w Stralsundzie konkurs pływacki, w którym zawodnicy mają przepłynąć cieśninę Strelasund, od miejscowości Altefähr na Rugii do Stralsundu (ponad 2,3 km). W zawodach bierze udział do 1000 zawodników każdego roku.
- Środowe regaty w cieśninie Strelasund: W sezonie żeglarskim odbywają się tygodniowe regaty żeglarskie. Żaglówki startują z północnego molo przy wejściu do portu.
- Stary browar: każdego lata organizowana jest impreza plenerowa na terenie dawnego browaru w Stralsundzie, przyciągająca co roku do 15 000 gości.
- Sundstock-Open-Air: impreza organizowana na terenie campusu Wyższej Szkoły Technicznej w Stralsundzie.
- Stralsundzki jarmark bożonarodzeniowy
- Maraton przez most Rügenbrücke na Rugię, odbywający się każdego października. Most ten jest wysoki na 42 metry i ma prawie 3 km długości.
- Turniej boksu: organizowane od 1970 roku zawody o Puchar Bałtyku to największy i najważniejszy turniej boksu młodzieżowego w Meklemburgii-Pomorzu Przednim.

### Specjalności kulinarne
Kupiec i handlarz rybami Karl Wiechmann odkrył w Stralsundzie gatunek śledzia, którego na cześć i za zgodą ówczesnego kanclerza nazwał śledziem Bismarcka. Oryginalny przepis posiada obecnie handlarz rybami Henry Rasmus, który w swojej restauracji od 2003 roku oferuje oryginalnego śledzia Bismarcka.
Produkowane w stralsundzkim browarze piwa cieszą się duża popularnością, również za granicą. Zajmują one także zawsze wysokie miejsca w rankingach Międzynarodowego Zielonego Tygodnia w Berlinie (targi z zakresu żywności).

## Instytucje publiczne
W Stralsundzie znajduje się siedziba sądu rejonowego, sądu krajowego, sądu pracy oraz sądu ubezpieczeń społecznych.
Szyprowie stralsundzcy założyli w XV wieku kompanię szyperską, która stała się jednocześnie prekursorem ubezpieczeń społecznych i związków zawodowych w jednym.
W miejscowości Parow obok Stralsundu znajduje się Szkoła Techniczna Marynarki Niemieckiej.
Niemiecki Związek Ubezpieczeń Emerytalnych (Deutsche Rentenversicherung Bund) stworzył w Stralsundzie oddział skupiający około 1450 pracowników (dane z 2006 roku) i należy tym samym do największych pracodawców w regionie.

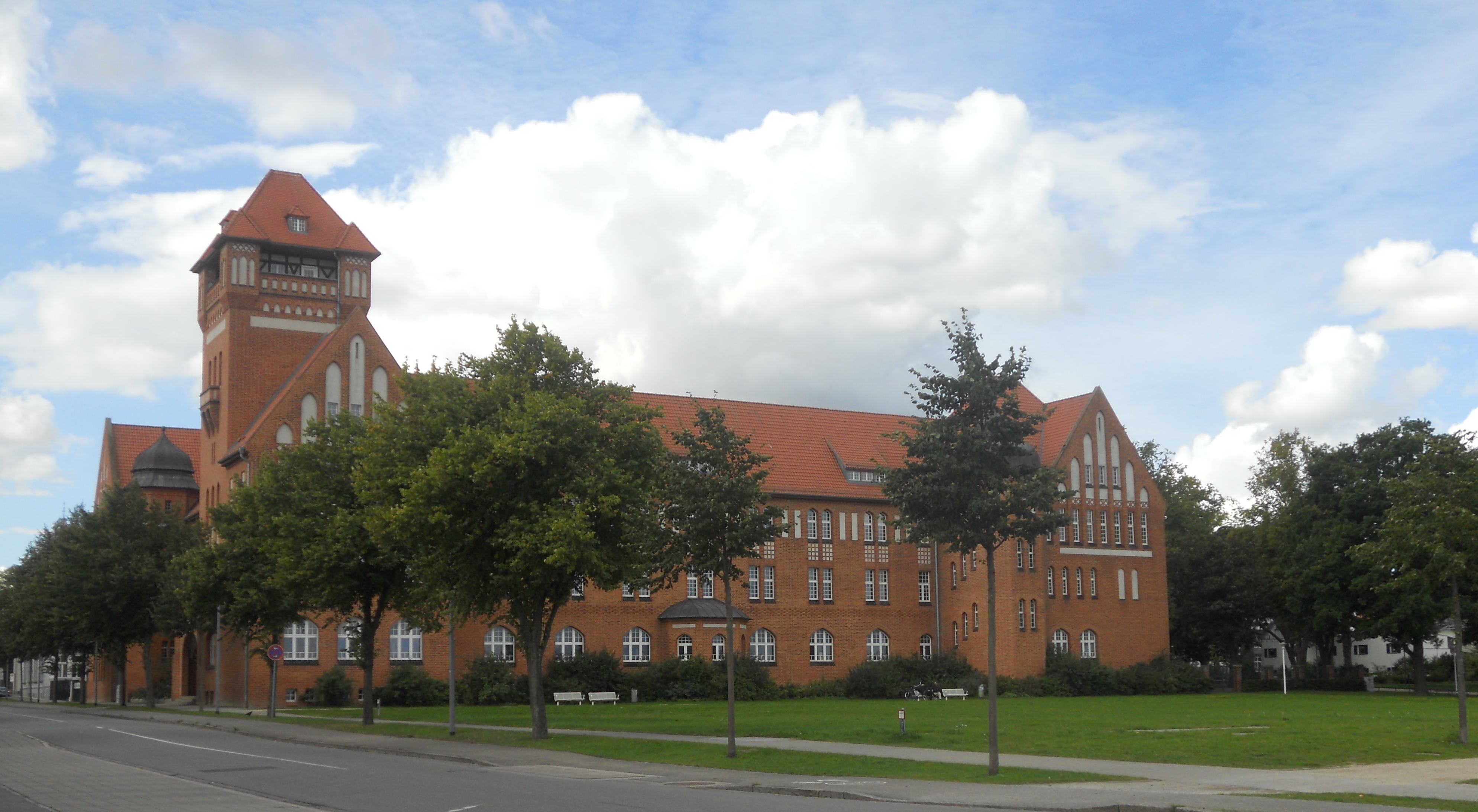
Hansa-Gymnasium w Stralsundzie

### Szkoły
W Stralsundzie jest siedem szkół podstawowych, dwie szkoły specjalne (im. Astrid Lindgren i Lamberta Steinwicha), cztery szkoły regionalne (szkoła średnia, połączenie Hauptschule i Realschule), ogólna szkoła średnia (do której uczęszczają jednocześnie uczniowie Hauptschule, Realschule oraz gimnazjum), chrześcijańska szkoła średnia, szkoła zawodowa oraz dwa gimnazja: im. Hanzy oraz im. Goethego. Gimnazjum techniczne przy szkole zawodowej oraz ogólna szkoła średnia Grünthal także umożliwiają uzyskanie świadectwa dojrzałości. W Stralsundzie znajduje się również niepubliczna szkoła całodzienna należąca do Ewangelickiej Fundacji Wspierania Szkolnictwa w Meklemburgii-Pomorzu Przednim.
Znajdują się tutaj także założona w 1952 roku szkoła muzyczna.

### Uczelnie
W 1991 roku otwarta została w Stralsundzie Wyższa Szkoła Techniczna, zapewniająca miejsca dla 2500 studentów. Znajduje się ona na północnym krańcu miasta i posiada własny kampus.
Na terenie Stralsundu znajduje się także Uniwersytet Ludowy oraz filia Szkoły Technicznej w Lubece.

### Sport
W dziedzinie podnoszenia ciężarów Stralsund posiada długą i pełną sukcesów tradycję. Stralsundzki związek sportowy TSV 1860 Stralsund ma na swoim koncie wiele sukcesów, zarówno w ogólnokrajowych (m.in. tytuł mistrza Niemiec: ostatnio w roku 2005) oraz międzynarodowych zawodach. Wspomnieć tu należy szczególnie Jürgena Heusera i Andreasa Behma.
Stralsundzka drużyna męska piłki ręcznej (Stralsunder HV) grała w sezonach 2003/2004 oraz 2008/2009 w pierwszej lidze, w sezonie 2010/2011 w lidze trzeciej.
Dawna drużyna piłki nożnej (ASG Stralsund) grała w latach 60.-80. w pierwszej i drugiej lidze NRD, jej następca, FC Pommern gra obecnie w lidze landu Meklemburgia-Pomorze Przednie (szósta klasa rozgrywkowa) (dane z marca 2011).
Popularny w Stralsundzie jest także sport motorowy, a konkretnie żużel. Zawodnicy MC Nordstern Stralsund należeli w 2010 roku do bundesligi żużlowej.
Siatkarki klubu 1. VC Stralsund reprezentują w sezonie 2010/2011 drugą ligę krajową.
Na lotnisku w Stralsundzie spotykają się fani samolotów śmigłowych, szybowców, helikopterów i modeli samolotów. Mistrz Niemiec w lataniu helikopterem z roku 2006 pochodzi ze Stralsundu.
Przy stralsundzkiej promenadzie znajduje się stanica wodna na terenie klubów wioślarskiego oraz jachtowego.

## Gospodarka

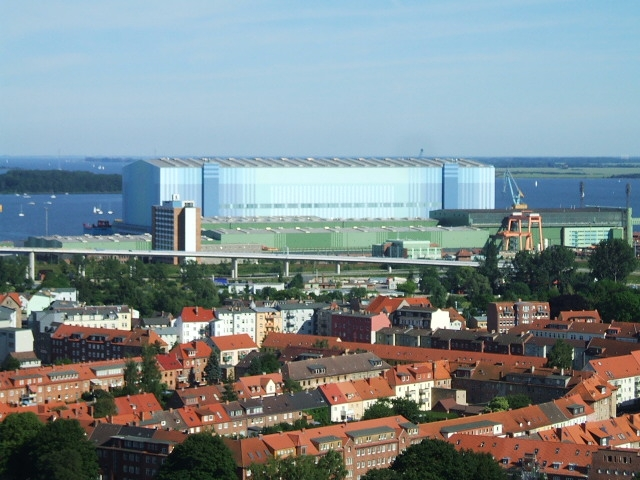
Stralsundzka stocznia

### Przemysł
Najważniejszą gałęzią gospodarki Stralsundu jest – ze względu na historyczne Stare Miasto oraz bliskość Rugii – turystyka. W mieście powstało wiele lokali gastronomicznych, hoteli, muzeów, także duży aquapark (Hansedom), centrum jachtowe, przedsiębiorstwa promowe itd., przyciągające masy turystów, nie tylko w okresie letnim.
Poza turystyką istnieje w Stralsundzie stocznia jako najważniejszy zakład przemysłowy miasta i pełen tradycji reprezentant budownictwa statków. W obrębie stoczni znajdują się różne przedsiębiorstwa metalurgiczne, jak również mniejsze stocznie budujące łodzie.
W stralsundzkim porcie przeładowywane są głównie materiały sypkie i towary w niewielkich opakowaniach: paczkach, workach (tzw. drobnica), np. sól.
Pommersche Volksbank (Pomorski Bank Ludowy) ma swoją siedzibę także w Stralsundzie. Klienci obsługiwani są w 26 filiach na Rugii i na Pomorzu Przednim. Koncern gastronomiczny Nordmann przejął w 1991 roku stralsundzki browar i także przeniósł swoją siedzibę do Stralsundu.

### Media
W Stralsundzie ukazuje się gazeta „Ostsee-Zeitung” wraz z odrębnym wydaniem lokalnym „Stralsunder Zeitung”.
Oprócz tego rozdawane są w Stralsundzie bezpłatne gazety z ogłoszeniami, jak „Ostseeanzeiger Stralsund” (należy do „Ostsee Zeitung”), „Stralsunder Blitz” (wydawnictwa Blitz) czy „Zeitung am Strelasund”.
Regionalne stacje radiowe to NDR (Norddeutscher Rundfunk) oraz prywatni nadawcy Antenne MV i Ostseewelle. Głównym nadawcą w regionie jest maszt Telekomu w Garz na Rugii.
Publicznym nadawcą telewizyjnym w Stralsundzie jest nadający na programie trzecim NDR. Prywatnym dostawcą telewizji kablowej jest Fernsehen am Strelasund (FAS).

### Transport

#### Drogowy

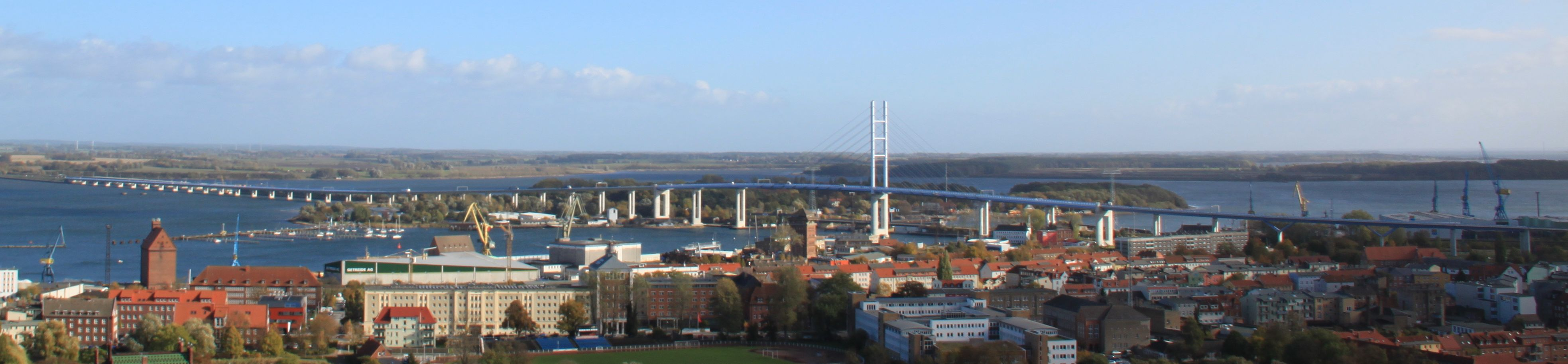
Most Rügenbrücke

Najważniejszą budowlą transportową Stralsundu jest wiszący Rügenbrücke, najdłuższy most w Niemczech, zbudowany w 2007 roku nad cieśniną Strelasund, który miał odciążyć stary most kolejowo-drogowy Rügendamm zbudowany w 1936 roku. Mosty te stanowią jedyne stałe połączenie Rugii ze stałym lądem. Stralsund posiada drogę dojazdową do autostrady A20 i leży przy drogach krajowych B105 prowadzącej z Rostocku, względnie z Greifswaldu/Neubrandenburga, B194 z kierunku Grimmen i B96, prowadzącej z miejscowości Bergen na Rugii.

#### Kolejowy
Do Stralsundu można się dostać pociągiem z Berlina (przez Prenzlau i Neubrandenburg) albo z Rostocku (i z Hamburga przez Rostock) wysiadając na stacji Stralsund Hauptbahnhof, Stralsund-Rügendamm albo Stralsund-Grünhufe. Poza tym istnieje połączenie kolejowe ze Stralsundu do Bergen, Sassnitz i Binz na Rugii.

#### Wodny
Stralsund posiada port miejski oraz liczne porty jachtowe; do miasta przypływają jachty, pasażerskie statki rzeczne oraz morskie statki rejsowe. Istnieje tu także port morski dla statków towarowych. W 2006 roku przeładowano tu ponad milion ton towarów.

#### Lotniczy
Najbliższe lotniska to regionalny Port lotniczy Stralsund-Barth oraz międzynarodowy port lotniczy Rostock-Laage. W Stralsundzie znajduje się także lotnisko dla szybowców, samolotów śmigłowych, helikopterów i fanów modeli samolotów (na północ od centrum miasta).

#### Komunikacja miejska
Autobusy komunikacji miejskiej kursują w obrębie miasta i najbliższej okolicy. Do roku 1966 Stralsund posiadał także system tramwajowy.

#### Ruch rowerowy
W mieście znajduje się wiele ścieżek rowerowych. Przez Stralsund przebiega Niemiecki Szlak Alei oraz Nadbałtycki Szlak Rowerowy EuroVelo 10 (wzdłuż wybrzeży Bałtyku w Niemczech i Danii).

## Osoby związane ze Stralsundem
W Stralsundzie urodzili się m.in.:
- Wacław Ciepłucha – polski wojskowy, obrońca Westerplatte
- Thomas Kantzow – pomorski kronikarz
- Carl Gustaf Rehnskiöld – szwedzki feldmarszałek
- Ernst Leopold von Schantz – szwedzki oficer, uczestnik powstania listopadowego
- Carl Scheele – szwedzki aptekarz i chemik, odkrywca tlenu
- Nicodemus Tessin starszy – szwedzki architekt
- Christian Ehrenfried Weigel – niemiecki i szwedzki lekarz, botanik i chemik

Stralsund był w 1990 roku okręgiem wyborczym kanclerz Niemiec, Angeli Merkel (ur. 1954).

### Honorowi obywatele
Osobom, które szczególnie przysłużyły się miastu, przyznaje się dożywotni tytuł honorowego obywatela miasta. W Stralsundzie tytuł ten otrzymali m.in.:
- Gottfried Kiesow (1931-2011), członek Niemieckiej Fundacji na rzecz Ochrony Zabytków
- Käthe Rieck (1902–2004), dawna dyrektorka Niemieckiego Muzeum Morskiego
- Hartmut Olejnik (ur. 1930), dawny dyrektor ogrodu zoologicznego w Stralsundzie
- Erich Kliefert (1893–1994), malarz
- Herbert Ewe (1921–2006), dyrektor stralsundzkiego archiwum miejskiego
- Otto Scholz (1916–2010), lekarz